# 胡耀邦之死

学生立起胡耀邦的巨幅画像，并在周围摆上花圈

1989年4月8日，中共中央原總書記胡耀邦因心脏病突然发作住进北京医院。4月15日7时53分，在北京病逝，享年74岁，他的死是“六四天安门事件”的导火线。
1989年春节，胡耀邦离京去湖南休假，因感冒致使心脏病发作。后经抢救病情稳定，之后转移到广西休息。3月初，时任中共中央政治局委员的胡耀邦参加全国人大会议返回北京，再次出现在公众场合的胡耀邦明显消瘦。
4月8日早上约10时，中共中央总书记赵紫阳在中南海怀仁堂主持中共十三届四中全会前夕的政治局扩大会议，正讨论《中共中央关於教育问题的决定》的文稿。胡突然心脏病发作，举手请假，赵紫阳让胡耀邦先稳住身体，并立即叫中共中央办公厅马上找医生。当时出席会议的中共上海市委书记江泽民拿出两粒药，但没有采用（一说使用了）。不久，北京医院内科主任钱贻简和王敏清陆续赶到，并判断是心肌梗塞。下午2时，将胡耀邦送至北京医院，情况虽没度过危险期，但一直稳定。
4月15日清晨，胡耀邦醒来，大解后，吃完西瓜，向工作人员问到“外边的情况”。此时他表情痛苦，讲不出话，其左胸部血管大面积破裂，导致大面积心肌梗塞；於早上7时53分逝世。
胡耀邦去世后，由于他曾经担任中共中央主要负责人（其曾先后任主席和总书记）的职务，治丧规格按照长期担任党和国家领导人的规格进行，实际规格比担任过国家元首的全国人大常委会原委员长叶剑英还要高。4月22日，胡耀邦的追悼会在人民大会堂举行。国家主席杨尚昆主持追悼会，中共中央总书记赵紫阳致悼词，中央军委主席邓小平等党和国家领导人以及各界人士、干部群众数千人出席。
官方发布的讣告称：
|  | 胡耀邦同志是久经考验的忠诚的共产主义战士，伟大的无产阶级革命家、政治家，我军杰出的政治工作者，长期担任党的重要领导职务的卓越领导人。 |

在天安门广场至八宝山的道路上，默哀的群众挤满两旁。他的猝逝在学生中形成了强烈的回声，并且成为首都民众聚集的最初动力。各大学校园陆续出现赞扬胡耀邦的海报，并呼吁中共中央重审胡耀邦观点。数日后，这些呼声扩大到新闻自由、民主制度以及官员腐败问题等。在天安门广场人民英雄纪念碑附近出现小规模的自发性集会，悼念胡耀邦。而在北京主要高校校园内出现形形色色的大字报，借悼念胡批判1987年令胡耀邦下台的「老人政治」。基於对胡耀邦遭遇的同情和其开放清廉形象的尊崇，加上对改革开放以来引发的官倒与贪污情况严重的不满，使当时的青年学生纷纷出来悼念胡耀邦，以至引发後来的学生与民间联合运动，并最终导致“六四天安门事件”发生。
根据胡耀邦之妻李昭向中共中央提出的要求，1990年12月15日，胡耀邦的骨灰运离北京，归葬于他生前亲手创建的江西共青城。在时任中共中央办公厅主任的温家宝陪护下，长子胡德平敬捧父亲的骨灰安葬于富华山陵园。

## 官方的纪念
“六四天安门事件”前夕，官方举行了各种级别的悼念活动，包括在人民大会堂举行的有邓小平等领导人参加的高规格追悼会，由於胡耀邦曾經出任黨主席和總書記的最高職務（黨內排名第一），追悼會規格比原全國人大常委會委員長葉劍英（廢除國家主席時期相當於國家元首，黨內排名第二）逝世時高出半格。“六四”后几年，中國政府逐年降低对胡耀邦的纪念活动的规格，直到2005年在时任中共中央总书记胡锦涛的提议下才举行较高规格的纪念，例如2005年和2010年的座谈会和领导人文章。
2005年11月18日，中共中央在北京人民大会堂举行“纪念胡耀邦同志诞辰90周年座谈会”。这是“六四事件”后官方首次高规格举行对胡耀邦的纪念活动。据新华社报道，“中共中央政治局常委、国务院总理温家宝出席座谈会。中共中央政治局常委、国家副主席曾庆红在会上发表重要讲话。座谈会由中共中央政治局常委、中央纪委书记吴官正主持。”曾庆红在讲话中，高度评价了胡耀邦的一生。其中第二段开头重复了中共中央訃告中的评价原话。引人注目的是在该讲话后文中的如下表述：
|  | 胡耀邦同志把自己的毕生精力献给了党和人民的事业。作为马克思主义者，他的一生是光辉的。 |

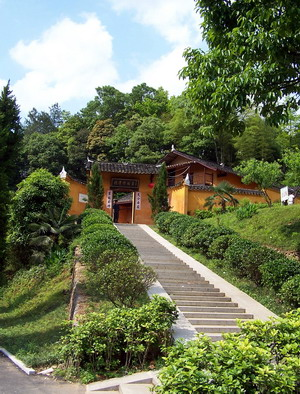
位于湖南浏阳的胡耀邦故居

与此同时，胡耀邦在湖南浏阳的故居已经修复原貌，坐落在故居对面的新的胡耀邦生平业绩陈列馆，也在紧张施工中，准备在11月20号开放。另外，《胡耀邦傳》第一卷於11月25日上市（第一次印數十萬冊），與其相關的《思念依然無盡─回憶父親胡耀邦》（第一次印數二十萬冊）、原來被禁的《炎黃春秋》2005年11月號也放行出版上市，12月7日中國青年報《冰點周刊》刊登胡啟立撰文《我心中的耀邦》，為該報16年來首篇紀念胡的文章。
2010年4月15日，时任中共中央政治局常委和国务院总理的温家宝在胡耀邦逝世21周年之际，在《人民日报》发表名为《再回兴义忆耀邦》的署名文章。曾在胡耀邦同志身边工作近两年的温家宝在文中說：「我亲身感受着耀邦同志密切联系群众、关心群众疾苦的优良作风和大公无私、光明磊落的高尚品德，亲眼目睹他为了党的事业和人民的利益，夜以继日地全身心投入工作中的忘我情景。 当年他的谆谆教诲我铭记在心，他的言传身教使我不敢稍有懈怠。」这篇文章与曾庆红2005年在纪念胡耀邦同志诞辰90周年座谈会上的讲话相呼应，强调了胡耀邦忘我工作，勇于改革，亲民爱民，注重调查研究的踏实作风，反映了在错综复杂的社会矛盾环境下，中共高层对各级干部的鞭策与希望。
2013年1月6日，浙江省台州市的大陈岛放置了一尊胡耀邦铜像，纪念他在1956年号召和领导的垦荒活动。
2013年4月15日胡耀邦忌日，解放日报、人民日报等中国大陆官方媒体刊文悼胡耀邦，为中共中央总书记习近平等新一届中共中央领导上台后首次出现。
2014年4月11日，已卸任超過一年的前中共中央總書記胡錦濤在中共湖南省委书记徐守盛等官员的陪同下参观了湖南瀏陽中和鎮的胡耀邦故居，在那裏逗留了一小時，並向胡耀邦的銅像鞠躬致敬。该事件在中国大陆受到严密封锁。胡耀邦之子胡德華在接受台灣媒體的採訪時表示，卸任後的胡錦濤只是一个平民，他訪問耀邦故居只是個人行為，不代表中国政府官方立场。
2015年11月，中共中央郑重安排对《胡耀邦同志百年诞辰》的纪念活动，中共中央总书记习近平等党和国家领导人亲自出席20日当天的纪念大会，总书记习近平发表讲话。

## 民间的纪念
民间的纪念几乎是在胡耀邦逝世的新闻公开之后立刻出现，最初是从北京的大学开始，但是逐渐转化为学运，直到6月4日被军队终止。
4月17日上午8时，国务院派出一名官员接见学生代表郭海峰、王丹，期间聲援人數不斷增加，晚上9点，天安門已经聚集约2万名学生。当天北京幾所大学出現约700多份有關胡耀邦的大字報，有警察與民眾在新華門對峙。其他城市情况相對稳定，上海有复旦大学、同济大学數千名学生在市政府聚集，而南京亦有1万名学生在鼓楼广场悼念，但活動很快和平結束。
在冲击新华门事件发生后，人民日报发表评论员文章《我们怎样悼念耀邦同志》，表示这种破坏稳定团结的事件是绝对不被允许的。4月26日，人民日报在头版头条发表社论《必须旗帜鲜明地反对动乱》（四·二六社论），将学生运动定性为动乱。学生组织的反应是开始罢课和绝食。双方冲突逐步激化，最终导致官方动用军队将学生驱逐出天安门广场。

## 相关歌曲
《好大一棵树》，创作于1989年4月，作词邹友开，原曲取材于日本歌曲，作曲松山千春。